# Thanh Hoa (provins)
Thanh Hoa (på vietnamesiska Thanh Hoá) är en provins i centrala Vietnam. Provinsen består tre stadsdistrikt och tjugofyra landsbygdsdistrikt: Thanh Hoa (huvudstaden), Bim Son (stad), Sam Son (stad), Ba Thuoc, Cam Thuy, Dong Son, Ha Trung, Hau Loc, Hoang Hoa, Lang Chanh, Muong Lat, Nga Son, Ngoc Lac, Nhu Thanh, Nhu Xuan, Nong Cong, Quang Xuong, Quan Hoa, Quan Son, Thach Thanh, Thieu Hoa, Tho Xuyan, Thuong Xuan, Tinh Gia, Trieu Son, Vinh Loc samt Yen Dinh. 